# Horizon Chase Turbo
| Críticas profissionais | Críticas profissionais |
| Avaliações da crítica  | Avaliações da crítica  |
| Fonte                  | Avaliação              |
| ---------------------- | ---------------------- |
| Critical Hits          | (75/100)               |

Horizon Chase Turbo é um jogo eletrônico de corrida estilo arcade lançado em 2018 pela desenvolvedora brasileira de games Aquiris Game Studio para PS4, PCs (download via Steam), Xbox One e Nintendo Switch . Trata-se de uma versão melhorada de Horizon Chase - World Tour, lançado em 2015 pela mesma desenvolvedora, que foi convidada pela Sony para portá-lo para seu console. Por conta disso, ele se tornou o primeiro game brasileiro comercializado em disco pela gigante dos games japonesa.
Esta versão "turbinada" de Horizon Chase - World Tour inclui gráficos aprimorados, mais carros e pistas, e apresenta novos recursos como os modos co-op locais e on-line. Também foi lançado para o Xbox One e Nintendo Switch em 28 de novembro de 2018.